# Томас, Гордон
Гордон У. «Тайни» Томас (англ. Gordon W. "Tiny" Thomas, 18 августа 1921, Шипли, Уэст-Йоркшир, Великобритания — 10 апреля 2013, Питерборо, Кембриджшир, Великобритания) — британский шоссейный велогонщик, серебряный призёр летних Олимпийских игр в Лондоне (1948) в групповой шоссейной гонке.

## Карьера
Прозвище «Крошечный» закрепилось за спортсменом, поскольку в детские года он соревновался с велосипедистами более старших возрастов.
Во время Второй мировой войны служил в Северной Африке и Италии в рядах Королевской артиллерии, в эти годы подружился итальянским чемпионом Олимпио Биззи. Вдохновленный его опытом он вернулся в велоспорт после возвращения Англии и приобрел репутацию сильного финишера. Именно это обстоятельство помогло ему вывести сборную Великобритании на второе место в шоссейной командной гонке на летних Олимпийских играх в Лондоне (1948). В индивидуальной гонке финишировал восьмым.
Перейдя в профессионалы, непродолжительное время выступал за команду BSA, с которой выиграл Тур Британии в 1953 г. Завершив спортивную карьеру, занялся торговлей шерстью.